# 特提金字塔
特提金字塔（英語：Pyramid of Teti）是位於埃及塞加拉（Saqqara）的一座金字塔，為埃及第六王朝法老特提的陵墓，也是塞加拉主要的金字塔之一。馬伯樂於1882年首次進入這座金字塔，並從1907年至1956年間進行多次測查研究。